# Alpha Protocol
Alpha Protocol — рольовий бойовик, розроблений Obsidian Entertainment під видавництвом Sega. Гравець бере на себе контроль над агентом Майклом Тортоном (Michael Thorton), новобранцем шпигунського агентства Сполучених Штатів під назвою «Протокол Альфа», якому надаються необмежені ресурси для проведення таємних урядових операцій. У грі з видом від третьої особи протагоніст протидіє ворогам, використовуючи вогнепальну зброю, різноманітні гаджети, бойові мистецтва та стелс. Гра містить багато налаштувань і розгалужену систему діалогів, яка дозволяє гравцям вибирати репліки протагоніста на основі трьох різних емоційних відтінків.
Розробка гри почалася в березні 2006 року після того, як Sega звернулися до Obsidian Entertainment з пропозицією створити нову IВ. Хоча співзасновники Obsidian Фергус Уркхарт і Кріс Джонс розробили концепцію «шпигунської рольової гри» ще в 2006 році, команду для розробки проєкту зібрали аж у 2008 році. Команда розробників надихалась здебільшого культовими персонажами-шпигунами Джейсоном Борном, Джеймсом Бондом та Джеком Бауером, а також фільмами «Сиріана», «Ронін» і «Хороший, поганий, злий». Sega також брали участь у розробці гри, редагуючи сценарій написаний Крісом Авеллоном і надсилаючи команди контролю якості, щоб уникнути сюжетних дір.
Alpha Protocol було випущено на платформах Microsoft Windows, PlayStation 3 і Xbox 360 у травні 2010 року. Гра отримала змішані відгуки від ігрової спільноти. Критики високо оцінили ігровий всесвіт та кастомізацію, але залишилися незадоволеними якістю ігрових механік та графічною складовою. Проєкт мав великий потенціал, який, на жаль, не змогли реалізувати в повній мірі. Незважаючи на готовність Obsidian до роботи над продовженням, власники франшизи Sega не були задоволені фінансовими показниками гри і не планують сиквелів до неї. Усі продажі Alpha Protocol були припинені в червні 2019 року через закінчення терміну дії музичних ліцензій.

## Ігровий процес

Битва з босом: на екрані панель з життєвими показниками персонажа та кількість набоїв у вибраній зброї

Alpha Protocol — це рольовий бойовик з видом від третьої особи. Гравці можуть вибрати передісторію для свого протагоніста, що включає: солдата з більш розвинутими бойовими навичками, технічного спеціаліста, з цілим арсеналом різноманітних гаджетів, або сконцентрованого на стелсі оперативника. Є також можливість вибору класа персонажа та його зовнішності, як то зачіска, колір очей, костюми та аксесуари.
Гравцю доступна база, де протагоніст отримує нові квести і доступ до оновленої зброї та броні. У грі також присутні елементи крафту, зокрема додавання прицілу до зброї для підвищення точності стрільби, або використання фосфорних боєприпасів для підпалу ворогів. Гравці можуть виконувати завдання різними способами, як через безпосереднє бойове зіткнення, так і використовуючи нелетальний стелсовий підхід.
Вибираючи відповідні параметри діалогу та виконуючи певні ігрові завдання, гравці можуть отримати бойові вдосконалення, які називаються бонусами. Навички протагоніста також підлягають налаштуванню з підвищенням його рівня впродовж всієї гри. Гравці можуть спеціалізуватися на трьох навичках, що додатково підвищує їх максимальний рівень.
Alpha Protocol містить безліч неігрових персонажів, з якими можна взаємодіяти. Розмови відбуваються в режимі реального часу, даючи обмежену кількість секунд на роздуми в ключові моменти прийняття рішень. Діалогова система дозволяє гравцю вибрати одну з трьох емоційно забарвлених реплік при розмові з персонажами, як то «професійний», «ввічливий» чи «агресивний». Іноді також доступний четвертий, «особливий» вибір діалогу. Кожен персонаж по-різному реагуватиме на протагоніста в залежності від його репутації. Хоча вибір у діалозі може мати деякі миттєві помітні наслідки, але в основному гравець відчує всю вагу своїх дій лише через деякий сюжетний час. Протагоніст приймає численні важливі рішення, які впливають на подальшу історію, включаючи долю деяких персонажів у грі. Ці рішення змінюють стан світу гри та призводять до 32 різних варіацій фіналу.

## Розробка
Розробка Alpha Protocol почалася приблизно в березні 2006 року. Наприкінці 2005 року Obsidian Entertainment знаходились на завершальній фазі роботи над Neverwinter Nights 2, саме тоді зі студією і зв'язалися видавці Sega з пропозицією створити для них нову рольову гру. Приблизно в цей час Obsidian були окуповані іншими проєктами і не мали вільних працівників для роботи над нею. Obsidian прийняли пропозицію Sega розробити нову концепцію та розпочати роботу над нею, коли це стане можливим. Співзасновники студії Фергус Уркхарт і Кріс Джонс створили концепцію «шпигунської рольової гри», яка задовольнила вказаним Sega потребам і вимогам. Після скасування Dwarfs, рольової гри приквела до «Білосніжки та семи гномів», над якою Obsidian працювали на замовлення Disney, команда з цього проєкту перейшла до роботи над Alpha Protocol. Хоча масових звільнень керівництву компанії вдалося уникнути, скасування Dwarfs змусило студію передати Sega права інтелектуальної власності на Alpha Protocol. У міру розвитку гри розмір команди зріс з двох осіб до понад шістдесяти.
На ранніх етапах розробки працюючій над проєктом команді не було призначено жодного керівника — це призвело до того, що розробники не мали визначеного напряму для гри та не мали уявлення на яку цільову аудиторію вони мають орієнтуватись. Вони також не підготували жодних документів, які б розписували керівні принципи щодо дизайну та розробки гри. Крім того команда мала труднощі з розробкою стелсової механіки для гри через брак досвіду у цій сфері та технічні труднощі, спричинені Unreal Engine 3. У той час Obsidian працювали над ще одним проєктом для Sega під назвою Aliens: Crucible, який пізніше був скасований Sega. Команда Alpha Protocol зрозуміла, що такий повільний прогрес розробки не може продовжуватися далі. Приблизно через два роки розробки співвласник Obsidian Кріс Паркер став директором проєкту, а креативний директор студії Кріс Авеллон зайняв посаду головного дизайнера.
Авеллон і Паркер організували зустріч, щоб визначити чіткий напрямок для гри та вирішити її особливості. Паркур, сцени погоні на мотоциклі та деякі персонажі були виключені. Структуру гри було змінено та додано безпечні зони, щоб зробити її менш лінійною. Міні-ігри також були суттєво змінені — спочатку команда хотіла їх повністю видалити, але Sega не дозволила цього зробити, тож команда змінила їх і значно пришвидшила. Завдяки всім цим змінам впевненість Sega в грі та моральний дух команди були відновлені. Хоча розробники визначилися з ігровим дизайном, інші функції були вирізані або зменшені через часові обмеження. Штучний інтелект, розроблений спеціально для Alpha Protocol, знизив іі технічну продуктивність, і було вирішено знизити складність, щоб гра могла працювати краще. Запланована жіноча версія протагоніста була скасована з метою економії ресурсів. Obsidian також розширили і вдосконалили більшість рольових елементів у грі на початку-середині 2009 року на прохання Sega.
Команда розробників надихалася шпигунськими іконами поп-культури, як Джек Бауер і Джеймс Бонд; гра була «пригодою Джейсона Борна» з деякими гіперболічними персонажами типу «Вбити Білла». Вони також черпали натхнення з інших легендарних ігрових франшиз, зокрема Deus Ex, System Shock 2 і Fallout, телесеріалів «Чорна мітка», а також таких фільмів, як «Сиріана», «Ронін» і «Хороший, поганий, злий»]].
Гра є шпигунською пригодою, де вибір гравця впливає на стан світу. Система моралі у грі була розроблена так, щоб бути неоднозначною, можна вибрати пощадити або вбити всіх ворогів, не знаючи, хто насправді є союзником, а хто ворогом. Діалогові вибори протагоніста також мають наслідки та впливають на сприйняття його іншими персонажами. Команда переконалася, що незалежно від моральних виборів гравців, вони будуть винагороджені. Майкл Тортон (прим. пер. — протагоніст Alpha Protocol) був розроблений як проста людина, дозволяючи гравцям вільно обирати свій стиль гри. Щоб доповнити шпигунську тему, команда додала таймер до діалогової системи, щоб поглибити занурення гравців у гру. Ігрові місії було розкидано по всьому світу, так як команда хотіла, щоб гравці відчули, що протагоніст дійсно є «міжнародним супершпигуном».
Браян Міцода написав основу сюжету для Alpha Protocol, він вирішив, які локації з'являться в грі, і разом з Енні Карлсон створив усіх персонажів, а художник Браян Мензе займався візуальним дизайном персонажів. Основний сюжет гри написав Кріс Авеллон, який взяв на себе головну творчу роль через два роки після початку розробки. Це призвело до суттєвого переписування та змін сюжету. Виборам гравця стало надаватись більше значення, а ядро та мотивацію багатьох сюжетних розгалужень було змінено. Нова команда оповідачів, яка складалася з Кріса Авеллона, Тревіса Стаута та Метта Макліна, написала нові діалоги для персонажів, створених Міцодою та Карлсон, а також вони написали новий сюжет та сценарій, використовуючи локації, вибрані Міцодою. Sega підтримала переписування командою сюжету, надсилаючи команди контролю якості, щоб уникнути подальших проблем та затримок у розробці. Sega, однак, мало займалася сюжетними аспектами і зосереджувалася переважно на ігрових механіках та дизайні бою. Фергус Уркхарт пізніше зазначив, що проблеми з розробкою гри були частково пов'язані з нерішучістю Sega, зокрема у плануванні бюджету.
Гру було офіційно анонсовано Sega та Obsidian Entertainment у березні 2008 року. Alpha Protocol спочатку мав бути випущений у жовтні 2009 року, але Sega пізніше оголосила, що його випуск буде відкладено до початку 2010 року, оскільки гра пропустила заплановане релізне вікно. Продюсер Метт Хікман сказав, що видавець відклав вихід гри, щоб команда могла ще більше відшліфувати її, внісши покращення в систему освітлення. Пізніше він заявив, що затримка мала на меті змінити позицію гри в менш завантажене вікно випуску, щоб уникнути конкуренції з іншими блокбастерами. Гра була офіційно випущена в Австралії 27 травня 2010 року, в Європі 28 травня і в Північній Америці 1 червня. Гравці, які передзамовили гру через GameStop і Best Buy, отримали «Ексклюзивний набір штурмовика» («Exclusive Assault Pack») та «Набір невидимки» («Stealth Weapons Pack») відповідно з додатковими ігровими предметами. У червні 2019 року Sega припинили продаж Alpha Protocol у всіх цифрових мережах, включаючи Steam і Humble Store, через те, що закінчився термін дії ліцензій на кілька музичних треків, які використовуються в грі.

## Оцінки і відгуки
| Агрегатор  | Оцінка                                 |
| ---------- | -------------------------------------- |
| Metacritic | (PC) 72/100 (PS3) 64/100 (X360) 63/100 |

| Видання                    | Оцінка |
| -------------------------- | ------ |
| Destructoid                | 2/10   |
| Eurogamer                  | 7/10   |
| Game Informer              | 6.5/10 |
| GameRevolution             | [ 40 ] |
| GameSpot                   | 6/10   |
| IGN                        | 6.3/10 |
| PC Gamer (Велика Британія) | 81/100 |

Alpha Protocol отримав змішані відгуки від критиків. Хоча Obsidian очікували, що гра отримає близько 80 балів зі 100, але агрегатор рецензій Metacritic зафіксував нижчі середні бали.
Механіка гри була оцінена вкрай негативно. Перестрілку критикували за відсутність полірування та недосконалість, а більшість критиків визнали ігровий штучний інтелект «відверто тупим». Рецензент із PC Gamer назвав бій «спрощеним», а стрільбу «плаваючою», але його вразила складність і варіативність системи налаштування зброї. Журналісти IGN мали менший ентузіазм щодо системи налаштування та вважали її досить посередньою. Вони також критикували ненадійну систему укриття, майже однакові бойові зіткнення та нецікаві бої з босами. А от Eurogamer навпаки раділи битвам з босами, оскільки вони змінювали темп гри. Видання GameSpot розкритикували камеру гри за ненадійність, а укриття — за невідповідність. Вони також зауважили, що кошмарний штучний інтелект руйнує усі стелсові відрізки гри і що бойові сценарії можуть не відповідати налаштуванням. Game Revolution зазначили проблеми з незграбністю використання спеціальних здібностей і поганою стрільбою, особливо на початкових рівнях гри. Натомість, вони високо оцінили міні-ігри, які описали як «захоплюючі». Однак інші видання відзначили, що ці міні-ігри не призначені для гравців на ПК. Destructoid дуже критично оцінили ігрові системи, які назвали «огидними» та «зруйнованими», а Game Informer сказали, що багато систем гри є «архаїчними та непристосованими».
Рольова складова гри отримала схвалення від критиків. Вони прокоментували таймер діалогової системи, сказавши, що це створює напружений досвід для гравців, оскільки змушує їх швидко робити свій вибір, але додали, що опис варіантів діалогу недостатній. Високо оцінили також повагу до вибору гравців і його впливу на історію, що, на їх думку, робить історію більш особистою для кожного гравця. Game Revolution оцінили сценарій і озвучку гри, які, за їх словами, були добре написані та чудові. IGN сказали, що гра була невпевнена в своєму напрямку, назвавши гру нудною, коли вона намагається бути серйозною, і дитячою, коли жартує. Вони високо оцінили відчуття прогресу в грі, зазначивши свободу гравців під час взаємодії з персонажами, хоча розчаровує їх недостатня прописаність, бо більшість з персонажів є «плоскими стереотипами». GameSpot також оцінили гру за повагу до вибору гравців та його наслідки для світу гри, а також гнучкий характер сюжету. Однак розчарувались оповіддю, критикуючи її за відсутність «душі та характеру». Game Informer були розчаровані протагоністом, якому, на їхню думку, не вистачає особистості, і що діалогова система здатна надавати лише шаблонні варіанти.
Подача гри отримала загалом негативні відгуки. Візуальні ефекти були визнані розчаровуючими, а критики називали графіку «прісною», «художньо ненатхненною» та «застарілою». Game Revolution відзначили технічні недоліки гри, розкритикувавши її текстури та анімацію. IGN назвали декорації та моделі гри нічим не примітними та нудними, також відзначивши кількість збоїв і проблеми з частотою кадрів. GameSpot критикували гру за тривалий час завантаження текстур. Destructoid дуже не сподобалася графіка, вони сказали, що графіка відповідає «загальній жахливій якості виконання» і виглядає як «погана бюджетна гра, яка не варта навіть 20 доларів».
Критики неоднозначно оцінюють гру в цілому. PC Gamer зазначають, що хоча враження від гри не дотягує до відповідного рівня, Alpha Protocol — це захоплююча «симуляція шпигуна», яка має переконливу та особисту історію. Destructoid назвали гру дивним гібридом із розчаровуючим і середнім геймплеєм і провокаційними рольовими системами. Багато критиків сказали, що гра потребує продовження, щоб зробити роботу над помилками. За словами IGN, гра має надійну основу для розваги, але численні помилки підривають цей потенціал. GameSpot описали гру як «пазл з 5000 частин, у якій 500 частин не вистачає», і сказали, що хоча Alpha Protocol була амбітною, але незакінченою, а недоліки є занадто значними, щоб їх ігнорувати. На думку Eurogamer, грі під силу завойувати серця гравців, незважаючи на те, що вона постійно їх розчаровує.
З 2013 року репутація гри покращилася. Видання Hardcore Gamer сказали, що вибір, представлений у грі, зробив оповідь захоплюючою та привабливою, і що будь-який незначний вибір може мати серйозні наслідки. На завершення додавши, що кожен прихильник рольових відеоігор повинен спробувати гру. Eurogamer назвали Alpha Protocol найкращою шпигунською грою, коли-небудь створеною, оцінивши, що історія та персонажі реагують на вибір гравців, і сказав, що інші ігри повинні вчитися на цьому, на завершення висловивши бажання мати продовження. На думку PC Gamer, Alpha Protocol — це «чудовий безлад, сповнений прекрасних ідей, але ускладнений закулісними проблемами розробки». Вони розкритикували стартовий рівень гри за «одноманітність», але заявили, що наступні рівні більш різноманітні та цікаві. І вважали, що гру слід похвалити за її сучасне середовище, яке рідко досліджували інші рольові ігри. Destructoid, які на виході гри оцінили її у 2 бали з 10 можливих, через три роки після релізу змінили гнів на милість і всеж таки похвалили почуття гумору у грі, варіативність фіналів та бойову систему, у якій, як вони заявляли, її «зламаність» стає веселою. На завершення вони назвали гру однією з найкращих рольових ігор у світі та порівняли з Mass Effect. А журналісти з Engadget позитивно порівняли гру з Deus Ex, сказавши, що «сильні сторони обох ігор ведуть індустрію у майбутнє».

## Закриття франшизи
Через місяць після випуску гра розійшлася тиражем 700 тисяч копій у США та Європі. Повільні продажі гри сприяли зниженню до рекордної на той час відмітки фінансових квартальних звітів Sega оприлюднених 30 червня 2011 року. Sega не була задоволена комерційною продуктивністю гри і оголосила, що не буде займатися її продовженням. Obsidian Entertainment публічно заявили про своє бажання розробити продовження Alpha Protocol, для якого у команди розробників були нові ідеї. Власник інтелектуальної власності Sega має схвалити будь-яке продовження, стосовно якого вони не оголосили жодних планів. Торгова марка Alpha Protocol була анульована 16 квітня 2021 року.